# Scorpis
Scorpis es un género de peces de la familia Kyphosidae. Fue descrito por Achille Valenciennes en 1832.

## Especies
- Scorpis aequipinnis J. Richardson, 1848
- Scorpis chilensis Guichenot, 1848
- Scorpis georgiana Valenciennes, 1832
- Scorpis lineolata Kner, 1865
- Scorpis violacea (F. W. Hutton, 1873)